# Fysik

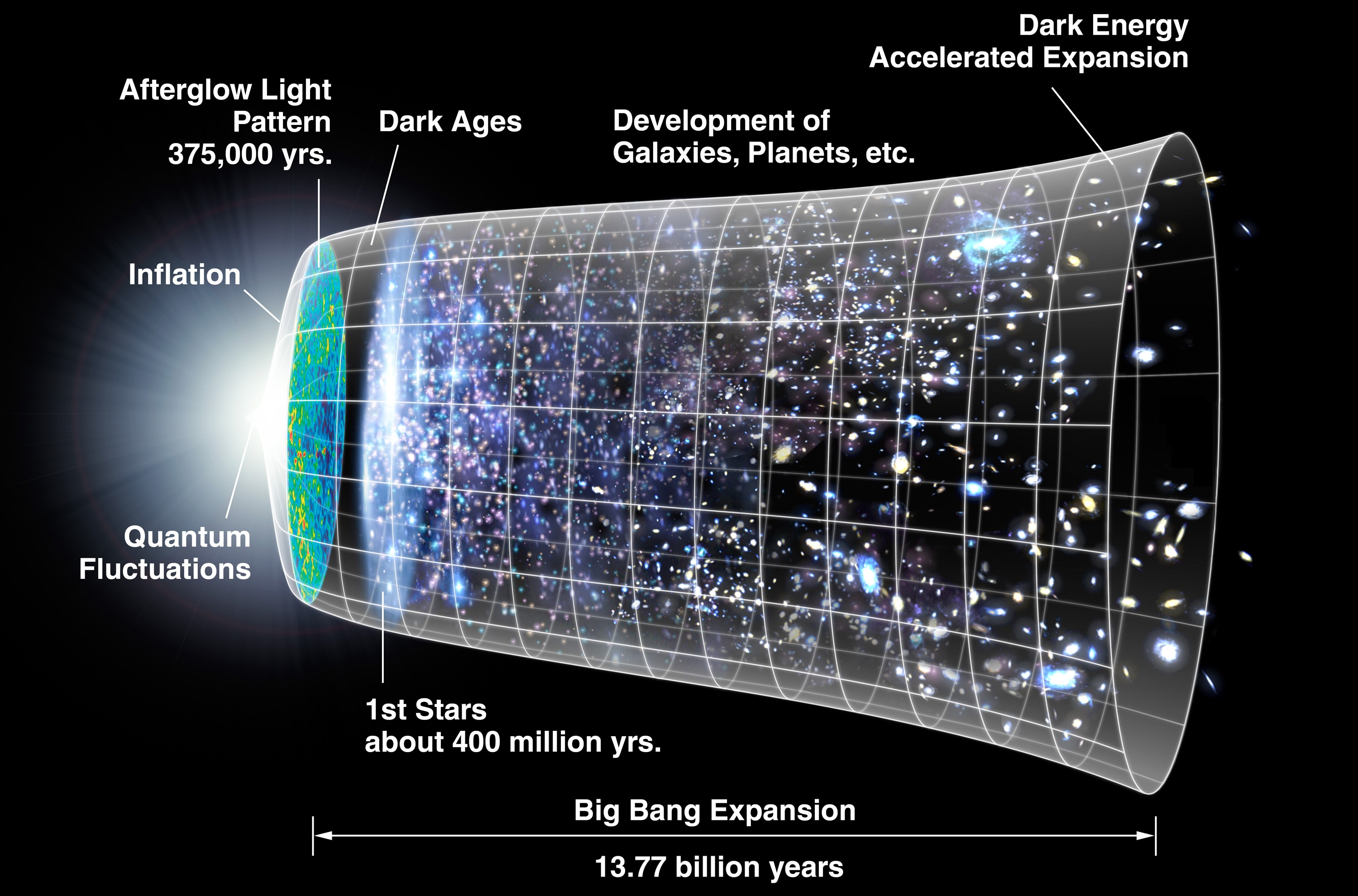
Universums expansion enligt Big Bang-teorin inom fysiken

Fysik är det vetenskapen om materia, dess minsta beståndsdelar, dess rörelse och beteende i rum och tid, samt om energi och kraft. Det är en av de mest grundläggande vetenskapliga disciplinerna. En forskare som specialiserar sig inom fysikområdet kallas fysiker.
Fysik är en av de äldsta akademiska disciplinerna. Under stora delar av de senaste två årtusendena var fysik, kemi, biologi och vissa grenar av matematiken en del av naturfilosofin, men under den vetenskapliga revolutionen på 1600-talet förgrenade sig dessa naturvetenskaper till separata forskningsinsatser. Fysik överlappar många tvärvetenskapliga forskningsfält, som biofysik och kvantkemi, och dess gränser är inte strikt definierade. Nya idéer inom fysiken förklarar ofta de grundläggande mekanismer som studerats av andra vetenskaper och föreslår nya forskningsvägar inom dessa och andra akademiska discipliner som matematik och filosofi.
Framsteg inom fysik möjliggör ofta nya teknologier. Till exempel ledde framsteg i förståelsen av elektromagnetism, fasta tillståndets fysik och kärnfysik direkt till utvecklingen av tekniker som har förändrat det moderna samhället, såsom tv, datorer, hushållsapparater och kärnvapen. Framsteg inom termodynamik ledde till industrialiseringens utveckling, och framsteg inom mekanik lade grunden för differentialkalkylen.

## Historia
Ordet fysik kommer från latinets physica ('studie av naturen'), vilket i sig är ett lån av det grekiska φυσική (phusikḗ 'naturvetenskap'), en term som härstammar från φύσις (phúsis 'ursprung, natur, egenskap').

### Antik astronomi

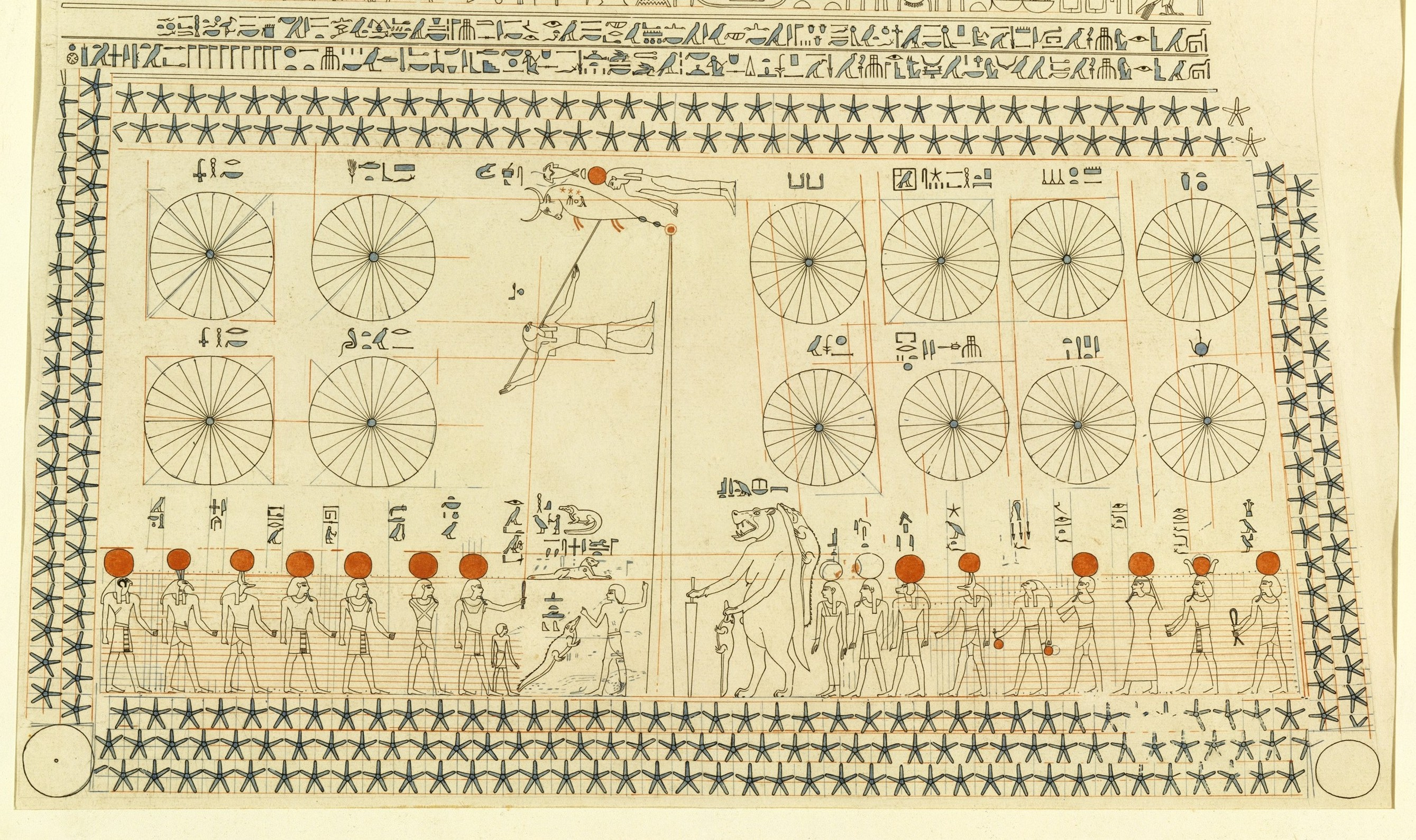
Forntida egyptisk astronomi är tydlig i monument som taket på Senemuts grav från den artonde dynastin i Egypten.

Astronomi betraktas som en av de mest ursprungliga grenarna inom naturvetenskaperna. Redan hos tidiga civilisationer före 3000 f.Kr., inklusive sumererna, de forntida egyptierna och Induscivilisationen, uppvisades en förutsägande förståelse och en elementär kännedom om rörelserna hos solen, månen och stjärnorna. Stjärnor och planeter, vilka ofta ansågs symbolisera gudar, utgjorde föremål för vördnad och dyrkan. Även om förklaringarna till stjärnornas observerade positioner ofta var ovetenskapliga och saknade bevis, lade dessa tidiga observationer grunden för senare astronomi, eftersom stjärnorna visade sig färdas i stora cirklar över himlen, vilket inte kunde förklara planeternas positioner.
Enligt Asger Aaboe kan den västerländska astronomins ursprung hittas i Mesopotamien, och alla västerländska ansträngningar inom de exakta vetenskaperna härstammar från senbabylonisk astronomi. Egyptiska astronomer lämnade monument som visar kunskap om stjärnbilderna och himlakropparnas rörelser, medan den grekiske poeten Homeros skrev om olika himlakroppar i sin Iliaden och Odysséen; senare gav grekiska astronomer namn, som fortfarande används idag, för de flesta stjärnbilder som är synliga från norra halvklotet.

### Naturfilosofi
Naturfilosofin har sitt ursprung i Grekland under den arkaiska perioden (650 f.Kr. – 480 f.Kr.), då försokratiska filosofer som Thales förkastade icke-naturalistiska förklaringar till naturfenomen och förkunnade att varje händelse hade en naturlig orsak. De föreslog idéer som verifierades av förnuft och observationer, och många av deras hypoteser visade sig vara framgångsrika i experiment; till exempel befanns atomismen vara korrekt ungefär 2000 år efter att den föreslagits av Leukippos och hans elev Demokritos.

### Aristoteles och hellenistisk fysik

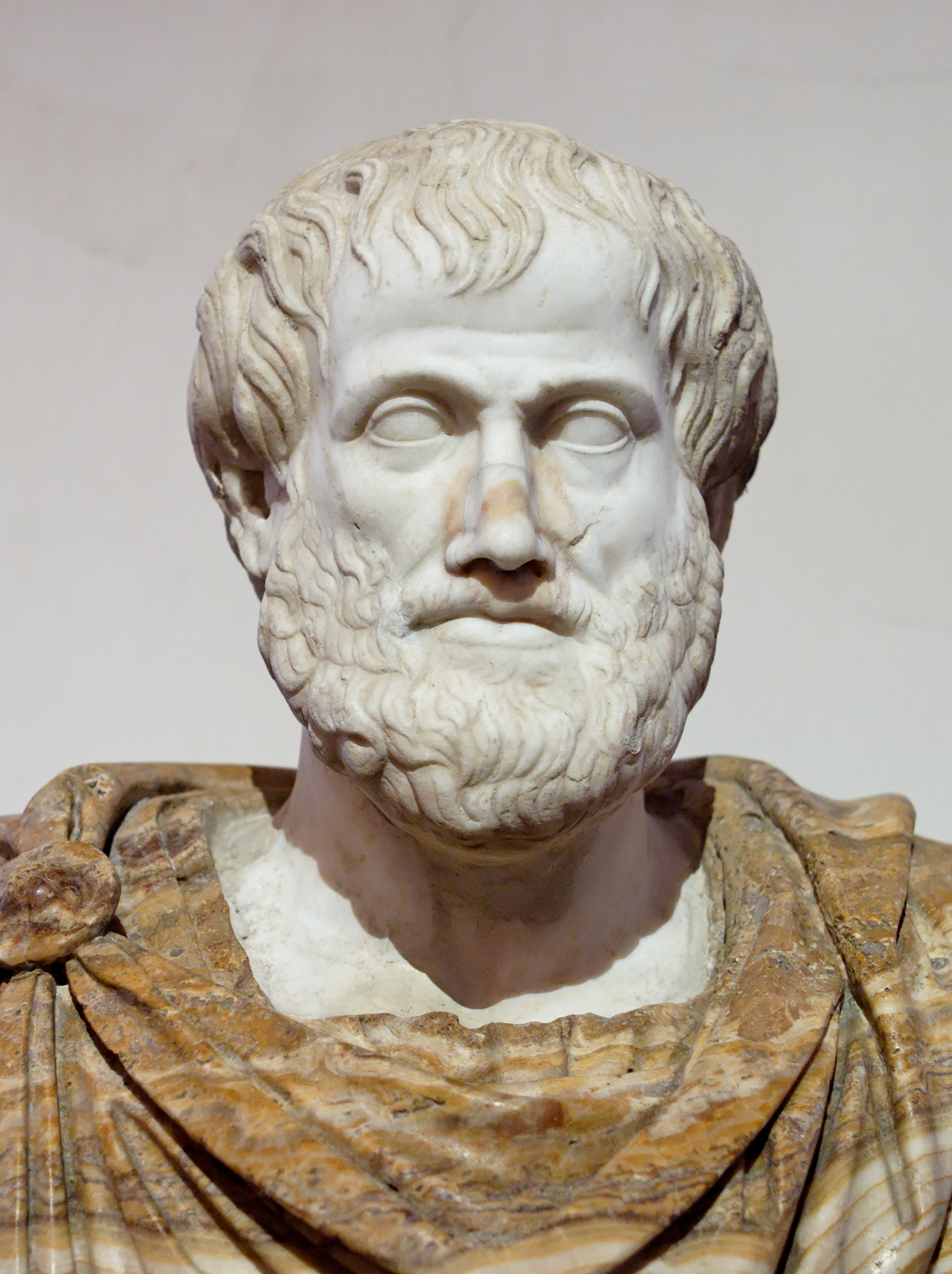
Aristoteles
(384–322 f.Kr.)

Under den klassiska perioden i Grekland (600-, 500- och 400-talen f.Kr.) och under hellenistisk tid utvecklades naturfilosofin längs många forskningslinjer. Aristoteles (Grekiska, Aristoteles) (384–322 f.Kr.), en elev av Platon, skrev om många ämnen, inklusive en omfattande avhandling om "fysik" – på 300-talet f.Kr. Aristotelisk fysik var inflytelserik i ungefär två årtusenden. Hans tillvägagångssätt blandade viss begränsad observation med logiska deduktiva argument, men förlitade sig inte på experimentell verifiering av härledda påståenden. Aristoteles grundläggande arbete inom fysik, även om det var mycket ofullkomligt, bildade en ram mot vilken senare tänkare vidareutvecklade området. Hans tillvägagångssätt är helt ersatt idag.
Han förklarade idéer som rörelse (och gravitation) med teorin om de fyra elementen. Aristoteles trodde att vart och ett av de fyra klassiska elementen (luft, eld, vatten, jord) hade sin egen naturliga plats. På grund av deras olika densiteter kommer varje grundämne att återgå till sin egen specifika plats i atmosfären. Så, på grund av deras vikter, skulle eld vara högst upp, luft under elden, sedan vatten och sist jord. Han uppgav också att när en liten mängd av ett element kommer in i ett annats naturliga plats, kommer det mindre rikliga elementet automatiskt att gå till sin egen naturliga plats. Om det till exempel brinner på marken, går lågorna upp i luften i ett försök att återgå till sin naturliga plats där de hör hemma. Hans rörelselagar inkluderade: att tyngre föremål faller snabbare, att hastigheten är proportionell mot vikten och att hastigheten på det föremål som faller beror omvänt på densiteten det faller igenom (t.ex. luftens densitet). Han konstaterade också att när det gäller våldsam rörelse (rörelse av ett objekt när en kraft appliceras på det av ett andra objekt) så kommer objektets hastighet bara att vara så snabb eller stark som den kraft som appliceras på det. Rörelseproblemet och dess orsaker studerades noggrant, vilket ledde till den filosofiska uppfattningen om en "drivkraft" som den yttersta källan till all rörelse i världen (bok 8 i hans avhandling Fysik).

### Medeltida europeiska och islamiska

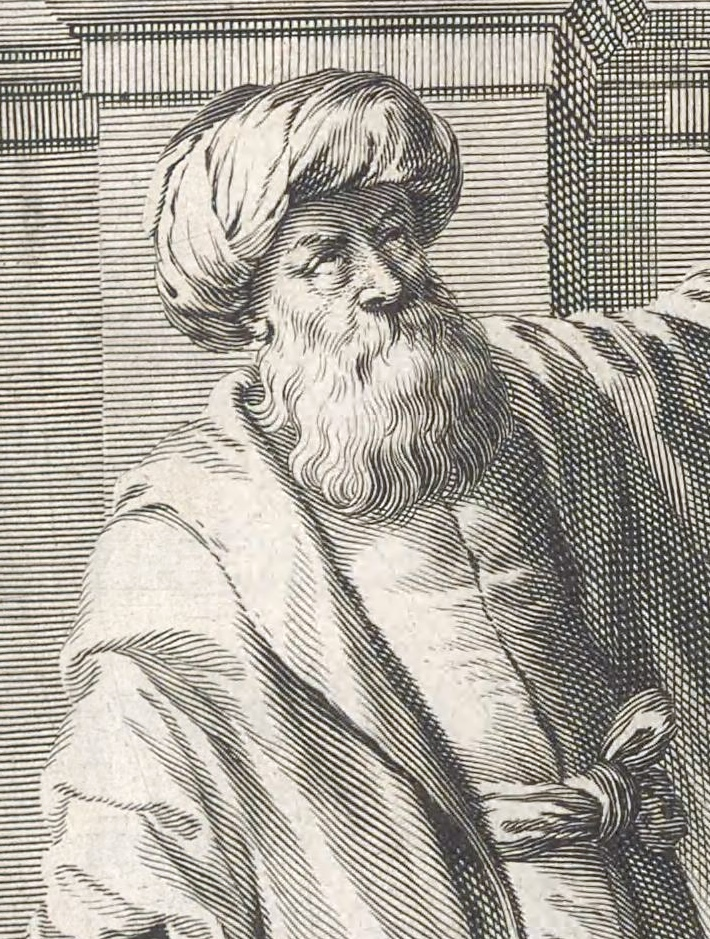
Ibn al-Haytham skrev om sina camera obscura -experiment i Optikens bok.

Det västromerska riket kollapsade under femte århundradet på grund av invandrare och inre förfall, vilket ledde till en minskning av intellektuella aktiviteter i Västeuropa. Samtidigt lyckades det östromerska riket (vanligtvis benämnt det bysantinska riket) stå emot angrepp från inkräktare och fortsatte att främja utvecklingen av olika kunskapsfält, däribland fysik. Under 500-talet utmanade Johannes Philoponus den dominerande aristoteliska synen på vetenskap, även om mycket av hans arbete var inriktat på kristen teologi.
Under 500-talet sammanställde Isidor från Miletos en betydelsefull samling av Arkimedes verk, vilka bevarats i Arkimedes Palimpsest. Islamisk vetenskap ärvde den aristoteliska fysiken från grekerna och vidareutvecklade denna under den islamiska guldåldern, med särskild tonvikt på observation och a priori resonemang, samt bidrog till framväxten av tidiga former av den vetenskapliga metoden.
De mest anmärkningsvärda innovationerna inom islamisk forskning var inom optik och syn, vilka kom från verk av många vetenskapsmän som Ibn Sahl, Al-Kindi, Ibn al-Haytham, Al-Farisi och Avicenna. Det mest anmärkningsvärda verket var Optikens bok (även känd som Kitāb al-Manāẓir), skriven av Ibn al-Haytham, där han presenterade alternativet till den antika grekiska idén om syn. Han diskuterade sina experiment med camera obscura, som visade att ljus rörde sig i en rak linje; han uppmuntrade läsarna att reproducera hans experiment, vilket gjorde honom till en av upphovsmännen till den vetenskapliga metoden

### Vetenskaplig revolution
Fysik blev en separat vetenskap när tidigmoderna européer använde experimentella och kvantitativa metoder för att upptäcka vad som nu anses vara fysikens lagar.

Under denna tid skedde betydande framsteg, såsom övergången från den geocentriska modellen av solsystemet till den heliocentriska kopernikanska modellen. Lagarna som styr planetkropparnas rörelser fastställdes av Johannes Kepler mellan 1609 och 1619. Galileos banbrytande arbete med teleskop och observationsastronomi under 1500- och 1600-talen samt Isaac Newtons upptäckt och sammanfogande av rörelselagarna och den universella gravitationen (som senare kom att förknippas med hans namn) utgjorde också viktiga milstolpar. Newton, och separat Gottfried Wilhelm Leibniz, utvecklade infinitesimalkalkyl, det matematiska lärandet om kontinuerlig förändring, och Newton tillämpade den för att lösa fysikaliska problem.

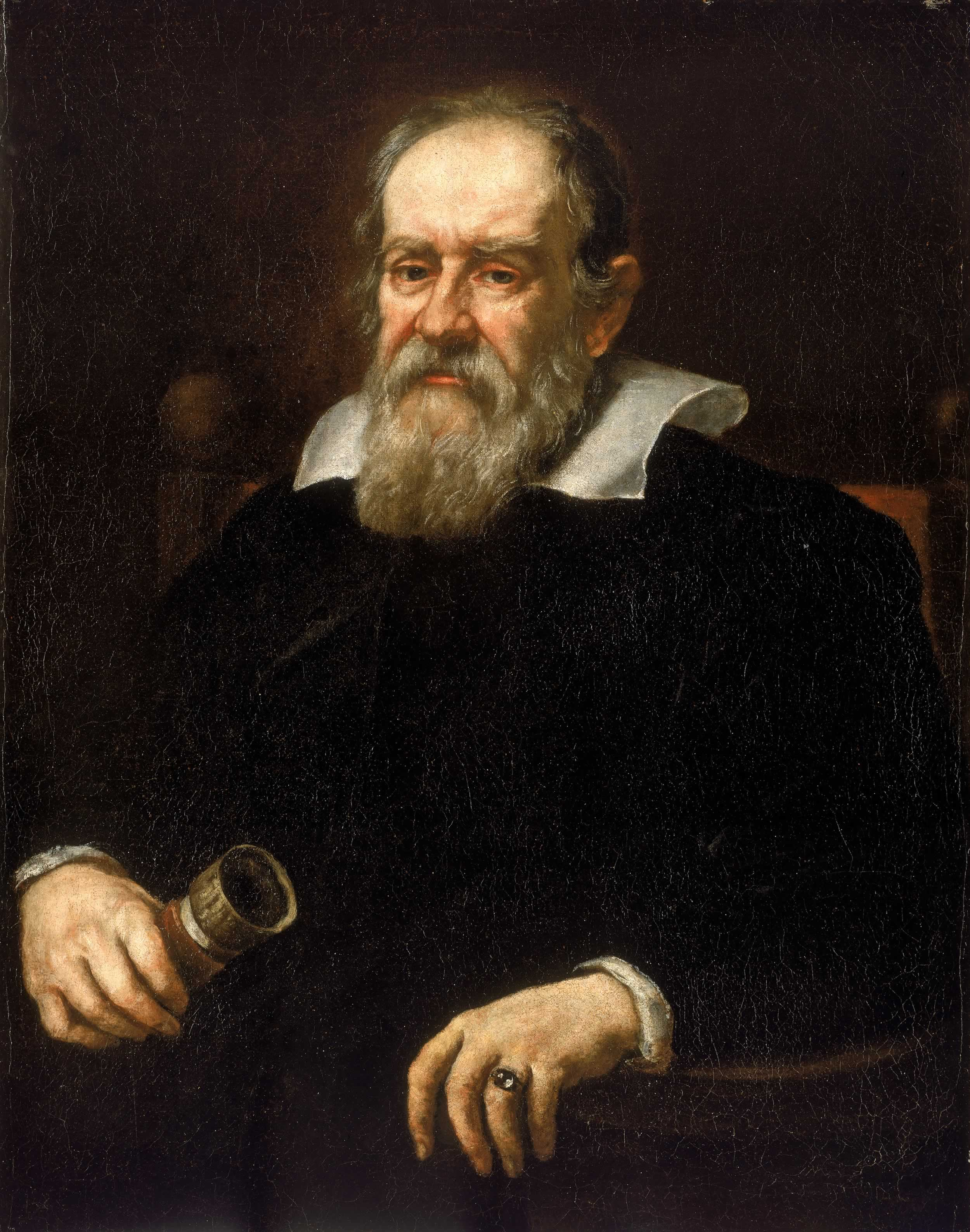
Galileo Galilei (1564–1642) relaterade matematik, teoretisk fysik och experimentell fysik.
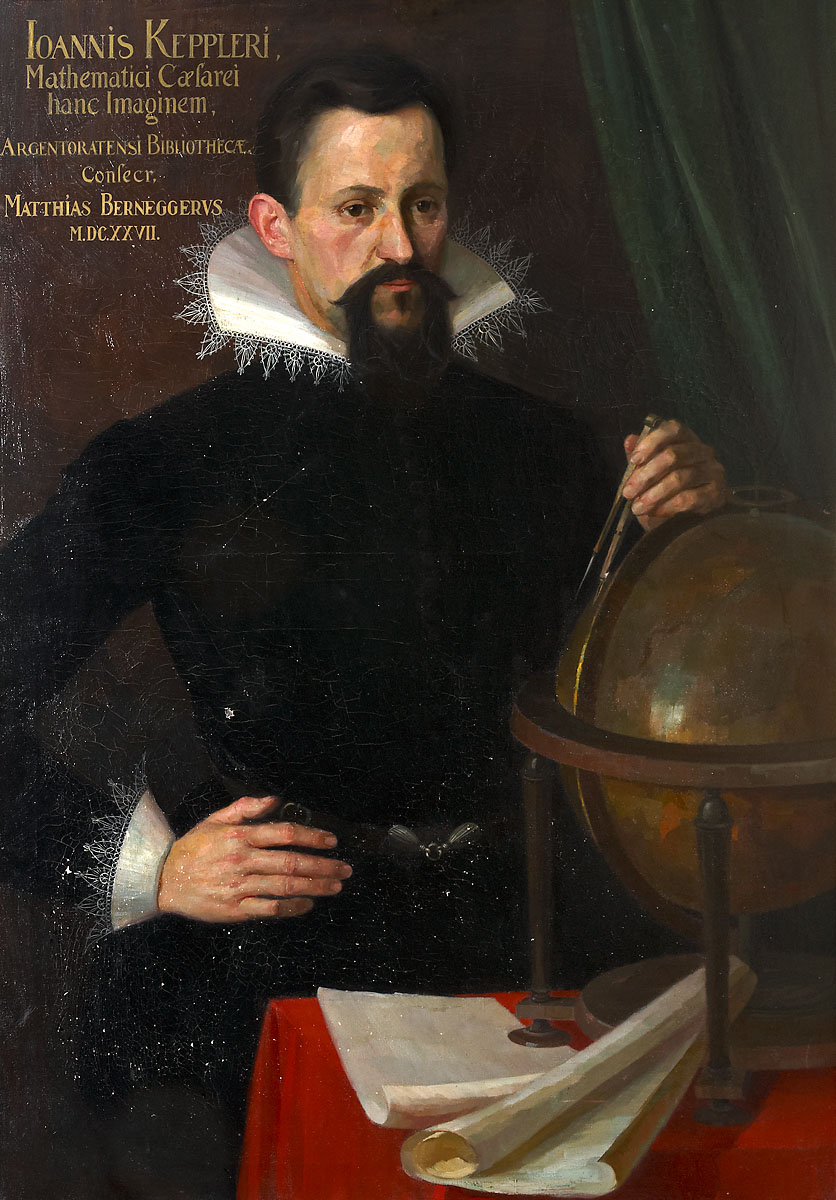
Johannes Kepler (1571–1630) förklarade planeternas rörelser och formulerade de första "naturlagarna" i modern bemärkelse
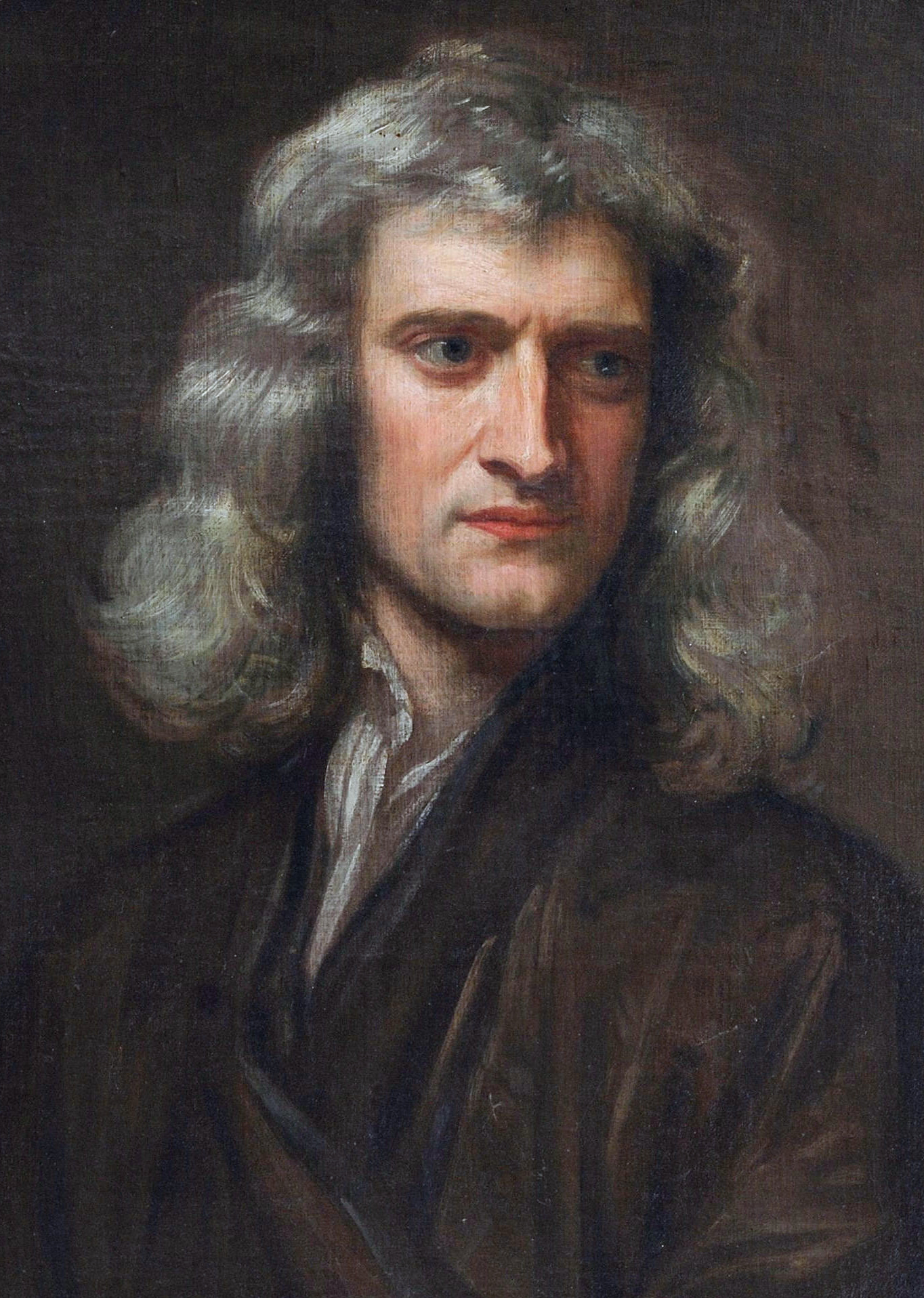
Isaac Newton upptäckte rörelselagarna och den universella gravitationen

### 1800-talet
Upptäckten av lagar inom termodynamik, kemi och elektromagnetik var ett resultat av forskningsinsatser under den industriella revolutionen i takt med att energibehovet ökade. Vid slutet av 1800-talet matchade teorier om termodynamik, mekanik och elektromagnetik en mängd olika observationer. Tillsammans blev dessa teorier grunden för det som senare skulle kallas klassisk fysik.:2
Vissa experimentella resultat förblev utan förklaring. Klassisk elektromagnetism förutsatte ett medium, en lysande eter, för att möjliggöra vågors spridning, men detta medium kunde inte påvisas. Ljusintensiteten från heta glödande svarta kroppar överensstämde inte med termodynamikens och elektromagnetismens förutsägelser. Karaktären hos elektronemissionen från belysta metaller avviker från de förväntade resultaten. Dessa till synes obetydliga brister skulle dock komma att väcka stor uppståndelse inom fysikvärlden under de två första decennierna av 1900-talet.

### 1900-talet

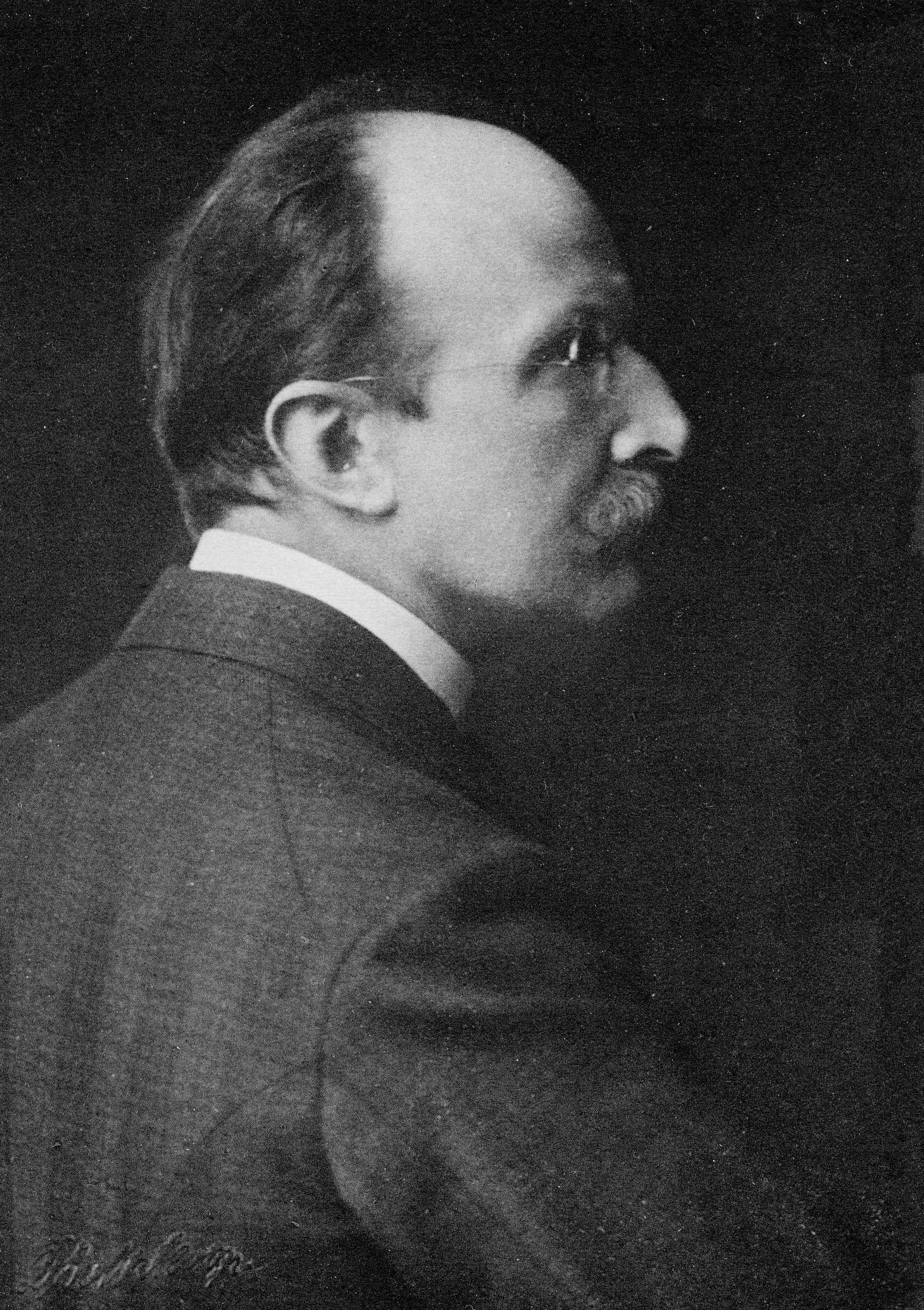
Max Planck (1858–1947) föreslog kvanta för att förklara svartkroppsspektrumet, och var upphovsmannen till kvantteorin.

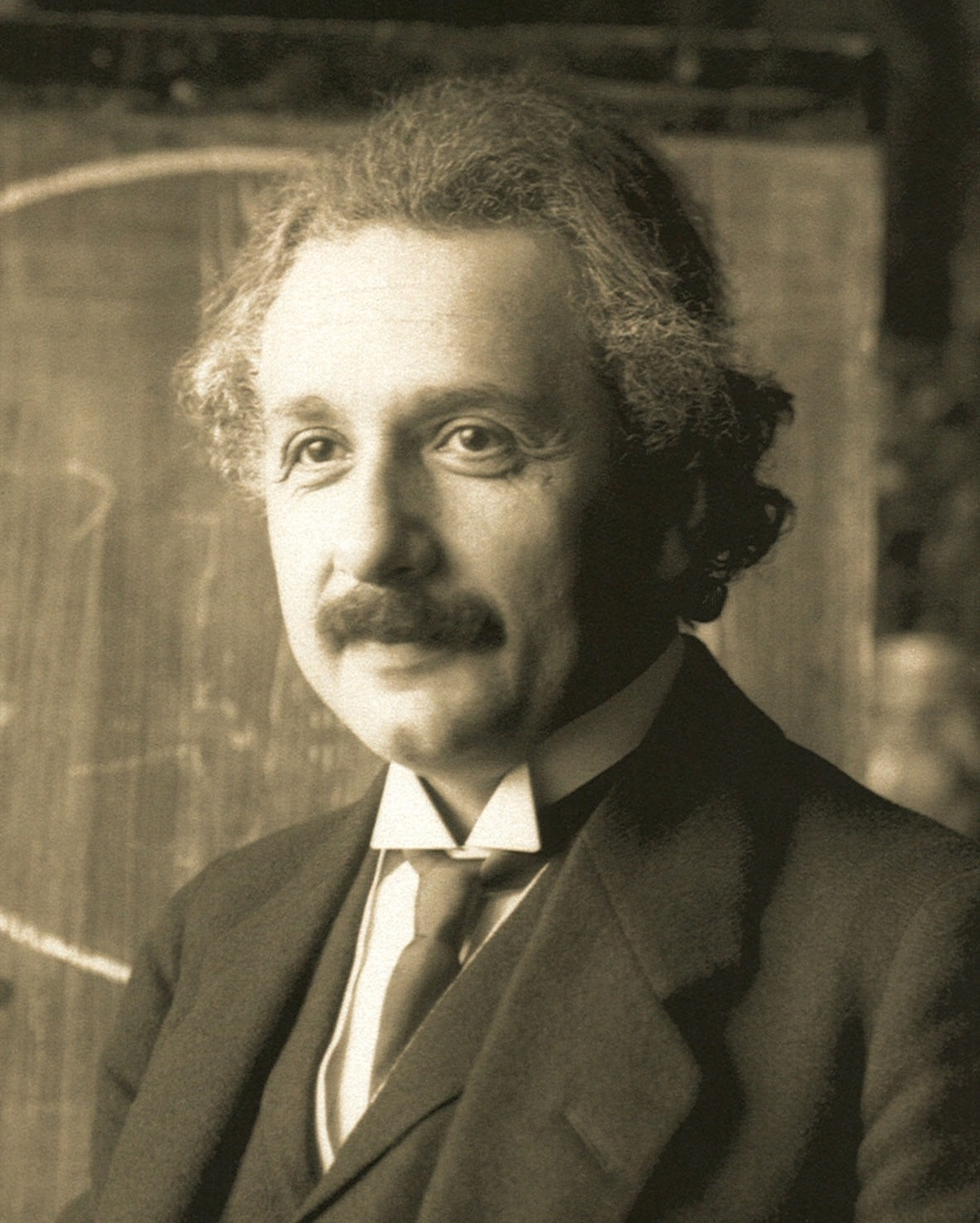
Albert Einstein (1879–1955) upptäckte den fotoelektriska effekten och relativitetsteorin.

Modern fysik tog sin början i början av 1900-talet genom Max Plancks arbete med kvantteorin och Albert Einsteins relativitetsteori. Båda dessa teorier uppstod till följd av brister i klassisk mekanik under vissa förhållanden. Klassisk mekanik förutsåg att ljusets hastighet varierade beroende på observatörens rörelse, vilket stod i motsättning till den konstanta hastighet som Maxwells ekvationer för elektromagnetism angav. Denna motsägelse korrigerades genom Einsteins speciella relativitetsteori, som ersatte klassisk mekanik för snabbrörliga objekt och etablerade en konstant ljushastighet. Svartkroppsstrålning gav ett annat problem för klassisk fysik, vilket korrigerades när Planck föreslog att excitationen av materialoscillatorer endast är möjlig i diskreta steg proportionella mot deras frekvens. Detta, tillsammans med den fotoelektriska effekten och en komplett teori som förutsäger diskreta energinivåer hos elektronorbitaler, ledde till att kvantmekanikens teori förbättrades jämfört med klassisk fysik i mycket små skalor.
Kvantmekaniken skulle komma att bli banbrytande av Werner Heisenberg, Erwin Schrödinger och Paul Dirac. Från detta tidiga arbete, och arbete inom relaterade områden, härleddes standardmodellen för partikelfysik. Efter upptäckten av en partikel med egenskaper som överensstämmer med Higgsbosonen vid CERN år 2012, verkar alla fundamentala partiklar som förutspåtts av standardmodellen, och inga andra, existera; fysik bortom standardmodellen, med teorier som supersymmetri, är dock ett aktivt forskningsområde. Matematiska områden i allmänhet är viktiga för detta område, såsom studiet av sannolikheter och grupper.

## Kärnteorier
Fysik omfattar en mångfald av system, trots att vissa teorier används av alla fysiker. Var och en av dessa teorier har genomgått omfattande experimentella tester och befunnits utgöra en tillfredsställande approximation av naturen. Dessa centrala teorier fungerar som viktiga verktyg inom forskning på mer specialiserade områden, och alla fysiker, oavsett inriktning, förväntas ha god kännedom om och behärska dem. Till dessa hör klassisk mekanik, kvantmekanik, termodynamik och statistisk mekanik, elektromagnetism samt speciell relativitetsteori.

### Skillnaden mellan klassisk och modern fysik

Klassisk mekanik fungerar för större och långsammare objekt; moderna teorier behövs annars.

Under 1900-talets första decennier revolutionerades fysiken genom upptäckterna av kvantmekanik och relativitetsteori. Förändringarna var så grundläggande att dessa nya koncept blev grunden för "modern fysik", medan andra ämnen blev "klassisk fysik". Majoriteten av fysikens tillämpningar är i huvudsak klassiska.:xxxiDen klassiska fysikens lagar beskriver korrekt system vars viktiga längdskalor är större än atomskalan och vars rörelser är mycket långsammare än ljusets hastighet.:xxxiiUtanför detta område stämmer inte observationerna överens med förutsägelser från klassisk mekanik.:6

### Klassisk teori
Klassisk fysik omfattar de traditionella grenar och ämnen som var erkända och välutvecklade före början av 1900-talet – klassisk mekanik, termodynamik och elektromagnetism.:2 Klassisk mekanik behandlar kroppar som påverkas av krafter och kroppar i rörelse och kan indelas i statik (studiet av krafter på en eller flera kroppar som inte accelererar), kinematik (studiet av rörelse oavsett dess orsaker) och dynamik (studiet av rörelse och de krafter som påverkar den). Mekanik kan även delas in i fastämneslära och strömningsmekanik (gemensamt kallad kontinuummekanik), där den senare omfattar områden som hydrostatik, hydrodynamik och pneumatik. Akustik är vetenskapen om hur ljud produceras, kontrolleras, överförs och uppfattas. Viktiga moderna grenar inom akustik inkluderar ultraljud, studiet av ljudvågor med mycket hög frekvens bortom mänsklig hörsel; bioakustik, fysiken bakom djurs läten och hörsel, och elektroakustik, manipulering av hörbara ljudvågor med hjälp av elektronik.
Optik, som är läran om ljus, omfattar inte bara synligt ljus utan även infraröd och ultraviolett strålning, vilka uppvisar samtliga fenomen som synligt ljus förutom synlighet, såsom reflektion, refraktion, interferens, diffraktion, dispersion och polarisering av ljus. Värme utgör en form av energi, den inre energi som finns hos de partiklar ett ämne består av; termodynamik studerar sambandet mellan värme och andra energiformer. Elektricitet och magnetism har sedan det nära sambandet mellan dem upptäcktes i början av 1800-talet behandlats som en enhetlig gren inom fysiken; en elektrisk ström genererar ett magnetfält, och ett föränderligt magnetfält inducerar en elektrisk ström. Elektrostatik fokuserar på elektriska laddningar i vila, elektrodynamik på rörliga laddningar och magnetostatik på magnetiska poler i vila.

### Modern teori
Upptäckten av relativitetsteori och kvantmekanik under 1900-talets första decennier förändrade fysikens konceptuella grund utan att minska det praktiska värdet av de flesta av de fysikaliska teorier som utvecklats fram till den tiden. Följaktligen har fysikämnen kommit att delas in i "klassisk fysik" och "modern fysik", där den senare kategorin inkluderar effekter relaterade till kvantmekanik och relativitetsteori.:2 Klassisk fysik fokuserar generellt på materia och energi på en vanlig observationsskala, medan modern fysik i hög grad behandlar dessa fenomen under extrema förhållanden eller på mycket stora eller mycket små skalor. Till exempel undersöker atom- och kärnfysik materia på den minsta skala där kemiska grundämnen kan urskiljas. Elementarpartikelfysik opererar på en ännu mindre skala genom att studera materiens mest grundläggande beståndsdelar; denna gren kallas också högenergifysik på grund av de extremt höga energier som krävs för att alstra många typer av partiklar i partikelacceleratorer. På denna skala är de vanliga, intuitiva uppfattningarna om rum, tid, materia och energi inte längre tillämpbara.
De två centrala teorierna inom modern fysik erbjuder en avvikande bild av begreppen rum, tid och materia jämfört med klassisk fysik. Klassisk mekanik framställer naturen som kontinuerlig, medan kvantteorin fokuserar på den diskreta karaktären hos många fenomen på atomär och subatomär nivå samt på de komplementära egenskaperna hos partiklar och vågor i beskrivningen av dessa fenomen. Relativitetsteorin behandlar beskrivningen av fenomen som sker i en referensram i rörelse relativt en observatör; den speciella relativitetsteorin avser rörelse i avsaknad av gravitationsfält, medan den allmänna relativitetsteorin utforskar rörelse och dess koppling till gravitation. Både kvantteorin och relativitetsteorin har tillämpningar inom ett flertal områden av modern fysik.
Grundläggande begrepp inom modern fysik inkluderar:
- Handling
- Kausalitet
- Kovarians
- Partikel
- Fysiskt fält
- Fysisk interaktion
- Kvant
- Symmetri
- Våg

## Forskning

### Vetenskaplig metod
Fysiker tillämpar den vetenskapliga metoden för att pröva en fysikalisk teoris validitet. Genom att systematiskt jämföra en teoris implikationer med resultat från dess relaterade experiment och observationer kan fysiker på ett logiskt, opartiskt och reproducerbart sätt bättre bedöma teorins hållbarhet. I detta syfte genomförs experiment och observationer för att fastställa en teoris giltighet eller ogiltighet.
En vetenskaplig lag är ett kortfattat verbalt eller matematiskt påstående om ett samband som uttrycker en grundläggande princip inom en teori, såsom Newtons universella gravitationslag.

### Teori och experiment

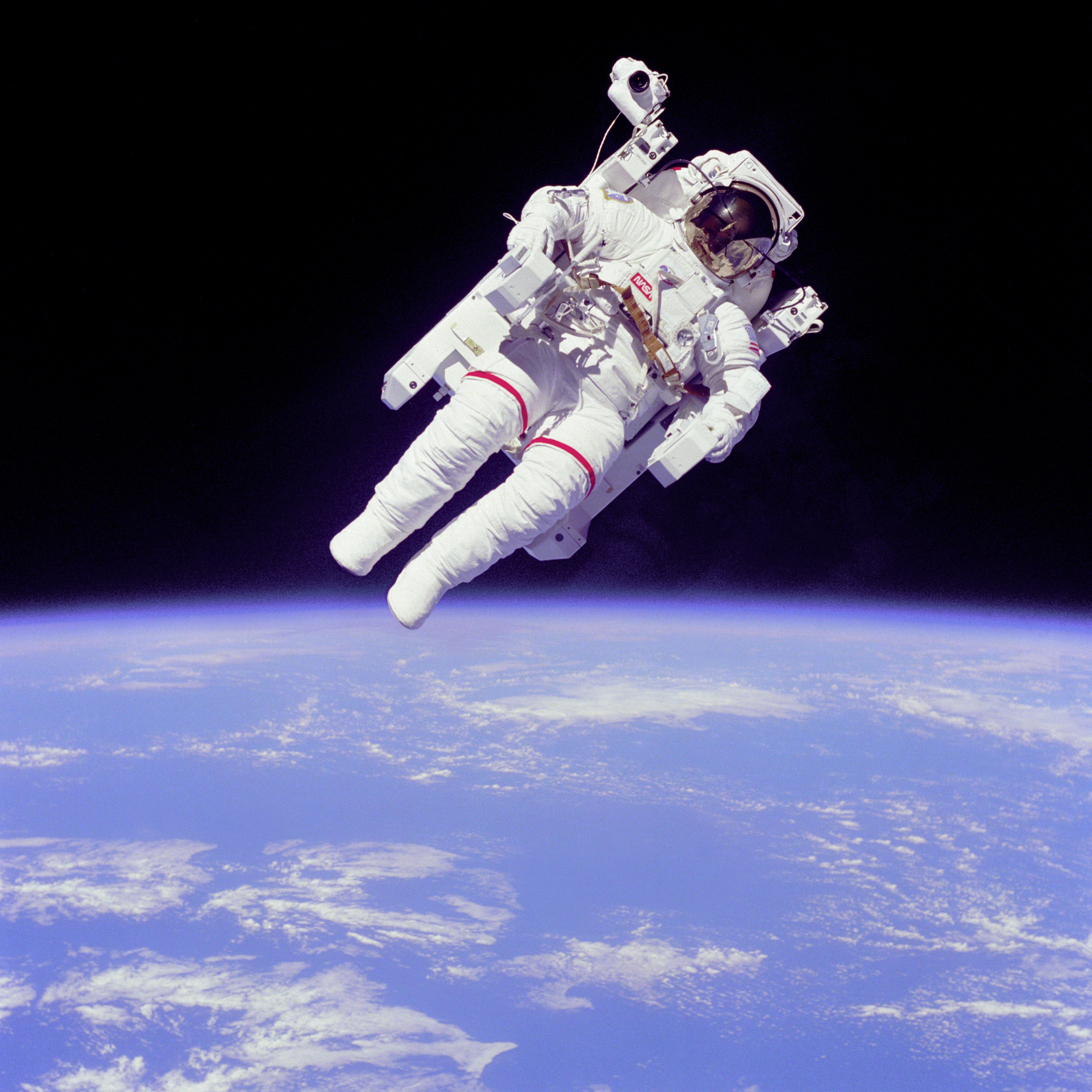
Både astronauten och jorden är i fritt fall. (På bilden: Astronauten Bruce McCandless.)

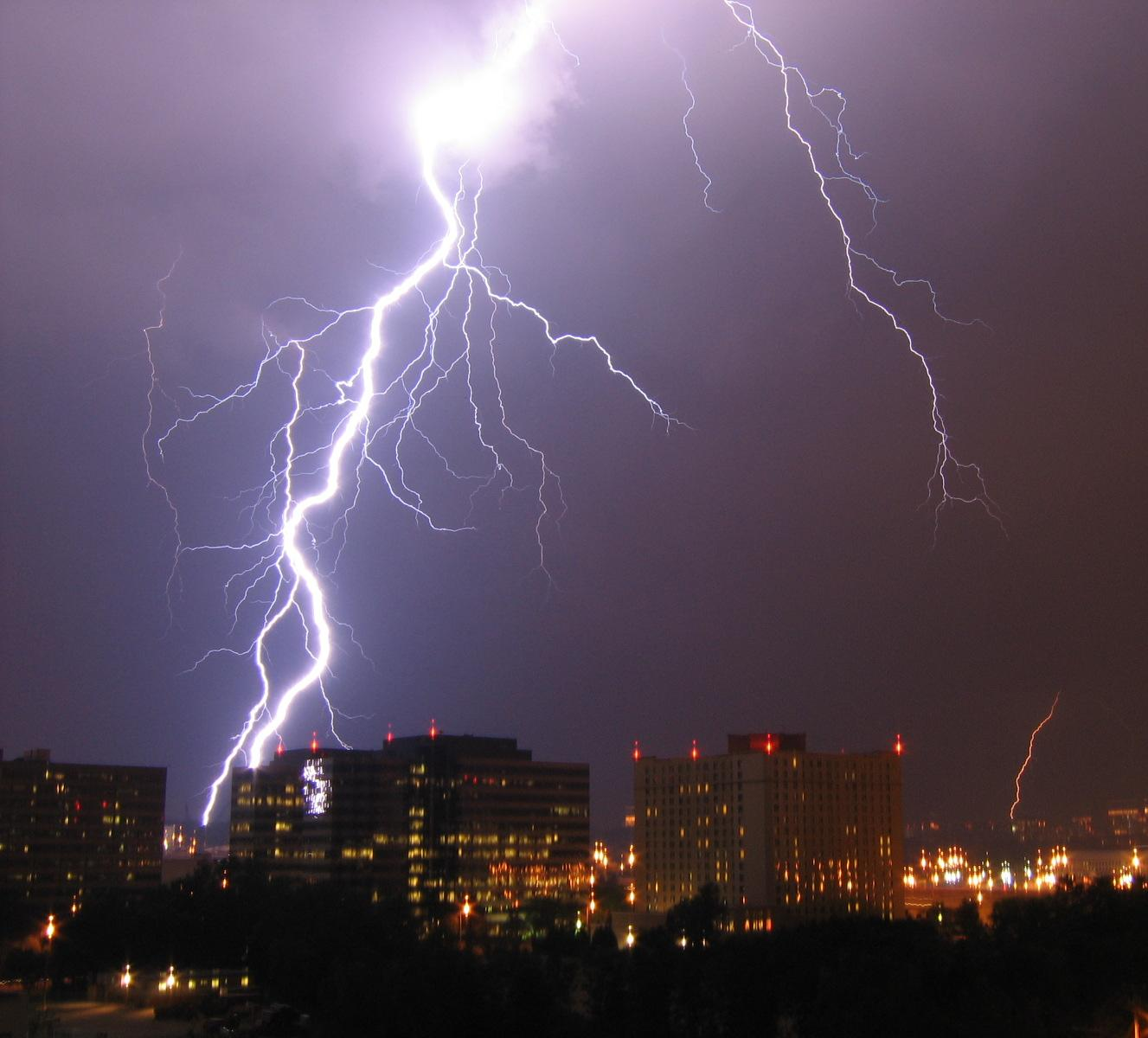
Blixtnedslag är en elektrisk ström.

Teoretiker strävar efter att utveckla matematiska modeller som både överensstämmer med befintliga experiment och framgångsrikt förutsäger framtida experimentella resultat, medan experimentalister utformar och utför experiment för att testa teoretiska förutsägelser och utforska nya fenomen. Även om teori och experiment utvecklas separat, påverkar de starkt varandra och är beroende av varandra. Framsteg inom fysik sker ofta när experimentella resultat trotsar förklaringar från befintliga teorier, vilket leder till intensivt fokus på tillämplig modellering, och när nya teorier genererar experimentellt testbara förutsägelser, som inspirerar utvecklingen av nya experiment (och ofta relaterad utrustning).
Fysiker som arbetar med samspelet mellan teori och experiment kallas fenomenologer, de studerar komplexa fenomen som observeras i experiment och arbetar med att relatera dem till en grundläggande teori.
Teoretisk fysik har historiskt sett hämtat inspiration från filosofin; elektromagnetismen förenades på detta sätt. Utöver det kända universumet behandlar teoretisk fysik även hypotetiska frågor, såsom parallella universum, ett multiversum och högre dimensioner. Teoretiker åberopar dessa idéer i hopp om att lösa specifika problem med befintliga teorier; de utforskar sedan konsekvenserna av dessa idéer och arbetar mot att göra testbara förutsägelser.
Experimentell fysik expanderar, och utökas av, ingenjörskonst och teknologi. Experimentella fysiker som är involverade i grundforskning designar och utför experiment med utrustning som partikelacceleratorer och lasrar, medan de som är involverade i tillämpad forskning ofta arbetar inom industrin och utvecklar tekniker som magnetisk resonanstomografi (MRT) och transistorer. Feynman har noterat att experimentalister kan söka områden som inte har utforskats väl av teoretiker.

### Omfattning och mål

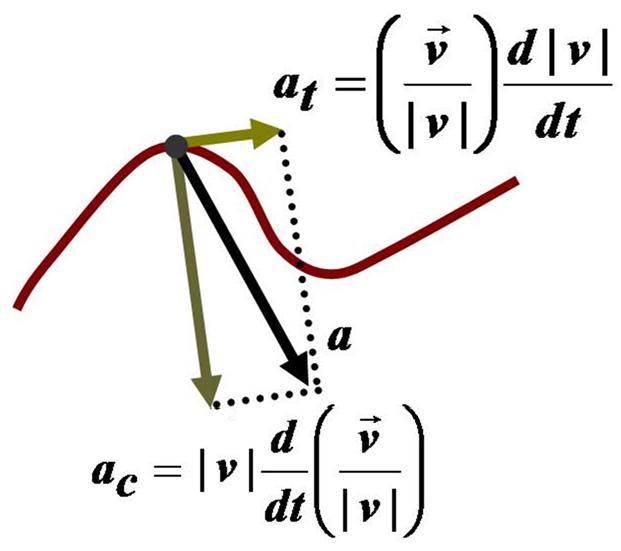
Fysik innebär att modellera den naturliga världen med teori, vanligtvis kvantitativ. Här modelleras en partikels väg med hjälp av kalkylens matematik för att förklara dess beteende: området för den gren av fysiken som kallas mekanik.

Fysik täcker ett brett spektrum av fenomen, från elementarpartiklar (som kvarkar, neutriner och elektroner ) till de största superklustren av galaxer. Inkluderade i dessa fenomen är de mest grundläggande objekten som utgör alla andra ting. Därför kallas fysik ibland för "grundvetenskapen". Fysik syftar till att beskriva de olika fenomen som förekommer i naturen i termer av enklare fenomen. Således syftar fysiken till att både koppla de saker som människor kan observera till bakomliggande orsaker, och sedan koppla samman dessa orsaker.
Till exempel observerade de forntida kineserna att vissa bergarter (magnit och magnetit) attraherades till varandra av en osynlig kraft. Denna effekt kallades senare magnetism, som först studerades noggrant på 1600-talet. Men redan innan kineserna upptäckte magnetism kände de gamla grekerna till andra föremål som bärnsten, som när de gnuggades med päls orsakade en liknande osynlig attraktion mellan de två. Detta studerades också först rigoröst på 1600-talet och kom att kallas elektricitet. Således hade fysiken kommit att förstå två observationer av naturen i termer av någon grundorsak (elektricitet och magnetism). Ytterligare arbete under 1800-talet avslöjade dock att dessa två krafter bara var två olika aspekter av en kraft – elektromagnetism. Denna process av att "förena" krafter fortsätter idag, och elektromagnetism och den svaga kärnkraften anses nu vara två aspekter av den elektrosvaga växelverkan. Fysiken hoppas kunna hitta en slutgiltig förklaring (teori om allting) till varför naturen är som den är (se avsnittet Aktuell forskning nedan för mer information).

### Aktuell forskning

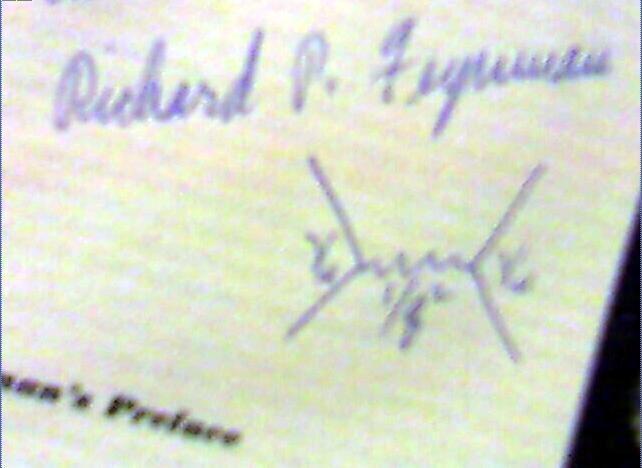
Feynmandiagram signerat av RP Feynman

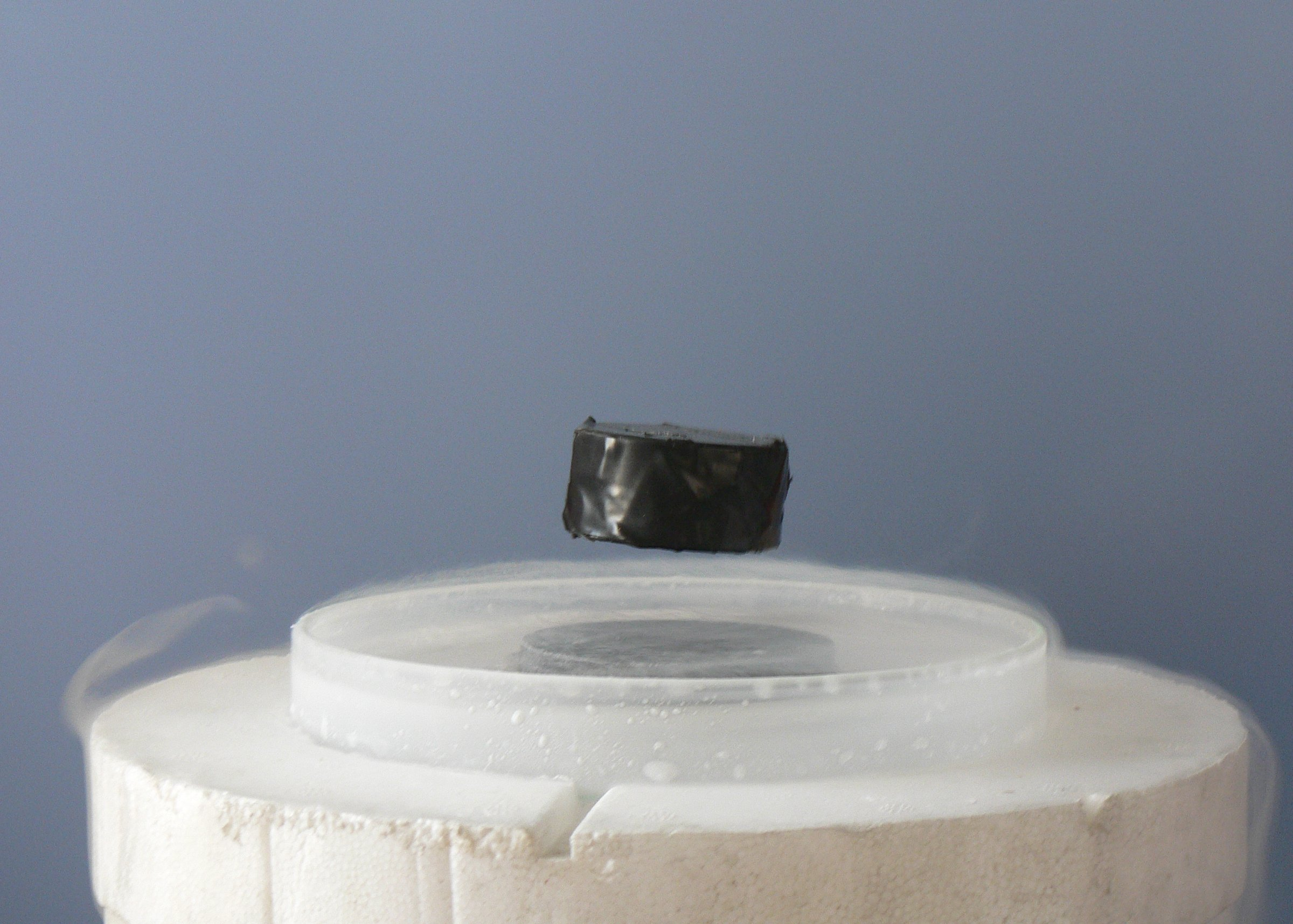
Ett typiskt fenomen som beskrivs av fysiken: en magnet som svävar ovanför en supraledare demonstrerar Meissner-effekten.

Forskningen inom fysik går ständigt framåt på ett stort antal fronter.
Inom kondenserad materiens fysik är ett viktigt olöst teoretiskt problem det som rör högtemperatursupraledning. Många experiment med kondenserad materia syftar till att tillverka fungerande spintronik och kvantdatorer.
Inom partikelfysiken har de första experimentella bevisen för fysik bortom standardmodellen börjat dyka upp. Främst bland dessa är indikationer på att neutriner har en massa som inte är noll. Dessa experimentella resultat verkar ha löst det långvariga problemet med solneutriner, och fysiken bakom massiva neutriner är fortfarande ett område för aktiv teoretisk och experimentell forskning. Large Hadron Collider har redan hittat Higgsbosonen, men framtida forskning syftar till att bevisa eller motbevisa supersymmetrin, som utvidgar standardmodellen för partikelfysik. Forskning om de stora mysterierna kring mörk materia och mörk energi pågår också för närvarande.
Även om stora framsteg har gjorts inom högenergi-, kvantfysik och astronomisk fysik, är många vardagliga fenomen som involverar komplexitet, kaos eller turbulens fortfarande dåligt förstådda. Komplexa problem som verkar kunna lösas genom en smart tillämpning av dynamik och mekanik förblir olösta; exempel inkluderar bildandet av sandhögar, noder i rinnande vatten, formen på vattendroppar, mekanismer för ytspänningskatastrofer och självsortering i skakade heterogena samlingar.
Dessa komplexa fenomen har fått växande uppmärksamhet sedan 1970-talet av flera skäl, inklusive tillgången till moderna matematiska metoder och datorer, vilket möjliggjorde modellering av komplexa system på nya sätt. Komplex fysik har blivit en del av alltmer tvärvetenskaplig forskning, vilket exemplifieras av studiet av turbulens inom aerodynamik och observation av mönsterbildning i biologiska system. I 1932 års Annual Review of Fluid Mechanics skrev Horace Lamb:
| Jag är en gammal man nu, och när jag dör och kommer till himlen finns det två frågor där jag hoppas på upplysning. Den ena är kvantelektrodynamiken, och den andra är fluiders turbulenta rörelse. Och när det gäller den förra är jag ganska optimistisk. |

## Grenar och områden
Fysikens grenar inkluderar klassisk mekanik, termodynamik och statistisk mekanik; elektromagnetism och fotonik; relativitetsteori; kvantmekanik, atomfysik och molekylfysik; optik och akustik; kondenserade materiens fysik; högenergi-partikelfysik och kärnfysik; samt kaosteori och kosmologi; samt tvärvetenskapliga områden.

### Fysikens delområden
Sedan 1900-talet har de enskilda fysikområdena blivit alltmer specialiserade, och idag arbetar de flesta fysiker inom ett enda område under hela sin karriär. "Universalister" som Einstein (1879–1955) och Lev Landau (1908–1968), som arbetade inom flera fysikområden, är nu mycket sällsynta.
Samtida forskning inom fysik kan i stort sett delas in i kärn- och partikelfysik; kondenserade materiens fysik; atom-, molekyl- och optisk fysik; astrofysik; och tillämpad fysik. Vissa fysikinstitutioner stöder även forskning inom fysikundervisning och fysikutbildning.

#### Kärn- och partikelfysik

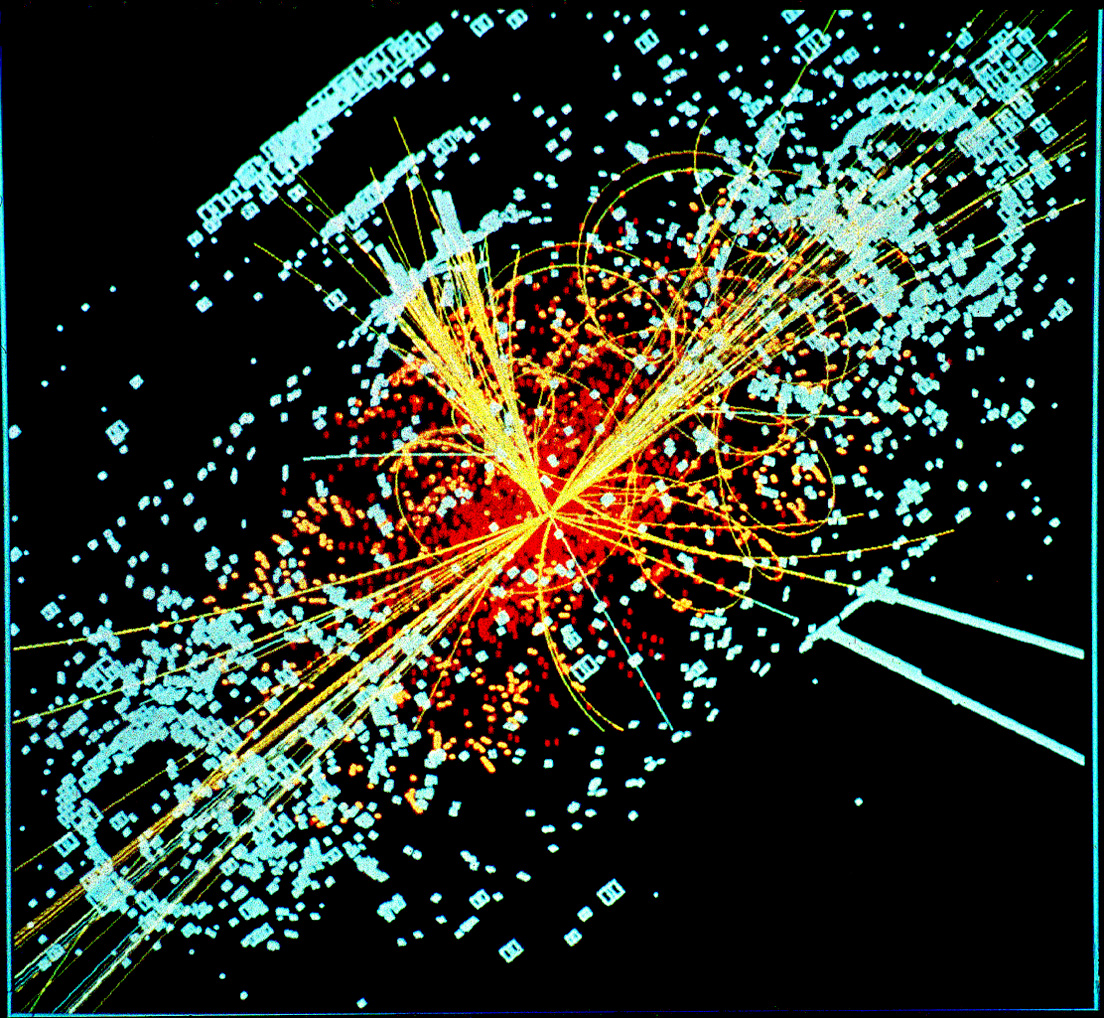
En simulerad händelse i CMS-detektorn i Large Hadron Collider, med ett möjligt uppträdande av Higgsbosonen.

Partikelfysik är studiet av de elementära beståndsdelarna i materia och energi och växelverkan mellan dem. Dessutom designar och utvecklar partikelfysiker högenergiacceleratorer, detektorer och datorprogram som är nödvändiga för denna forskning. Området kallas också "högenergifysik" eftersom många elementarpartiklar inte förekommer naturligt utan skapas endast under högenergikollisioner mellan andra partiklar.
För närvarande beskrivs interaktionerna mellan elementarpartiklar och fält av standardmodellen. Modellen tar hänsyn till de 12 kända materiepartiklarna (kvarkar och leptoner) som interagerar via de starka, svaga och elektromagnetiska grundkrafterna. Dynamik beskrivs i termer av materiepartiklar som utbyter gaugebosoner (gluoner, W- och Z-bosoner respektive fotoner). Standardmodellen förutspår också en partikel som kallas Higgsbosonen. I juli 2012 tillkännagav CERN, det europeiska laboratoriet för partikelfysik, detekteringen av en partikel som överensstämmer med Higgsbosonen, en integrerad del av Higgsmekanismen.
Kärnfysik är det område inom fysiken som studerar atomkärnors beståndsdelar och växelverkan. De mest kända tillämpningarna av kärnfysik är kärnkraftsproduktion och kärnvapenteknik, men forskningen har gett tillämpningar inom många områden, inklusive kärnmedicin och magnetisk resonanstomografi, jonimplantation inom materialteknik och radiokoldatering inom geologi och arkeologi.

#### Atom-, molekylär- och optisk fysik
Atom-, molekylär- och optisk fysik (AMO) är studiet av materia-materia och ljus-materia-växelverkan på skalan av enskilda atomer och molekyler. De tre områdena grupperas tillsammans på grund av deras inbördes samband, likheten i de metoder som används och gemensamheten hos deras relevanta energiskalor. Alla tre områdena omfattar både klassiska, semiklassiska och kvantmekaniska behandlingar; de kan behandla sitt ämne ur ett mikroskopiskt perspektiv (i motsats till ett makroskopiskt perspektiv).
Atomfysik studerar atomernas elektronskal. Nuvarande forskning fokuserar på aktiviteter inom kvantkontroll, kylning och infångning av atomer och joner, kollisionsdynamik vid låg temperatur och effekterna av elektronkorrelation på struktur och dynamik. Atomfysiken påverkas av kärnan (se hyperfin delning), men intrakärnfenomen som fission och fusion anses vara en del av kärnfysiken.
Molekylärfysik fokuserar på fleratomiga strukturer och deras interna och externa interaktioner med materia och ljus. Optisk fysik skiljer sig från optik genom att den tenderar att fokusera inte på kontrollen av klassiska ljusfält med makroskopiska objekt utan på de grundläggande egenskaperna hos optiska fält och deras interaktioner med materia i det mikroskopiska området.

#### Kondenserade materiens fysik

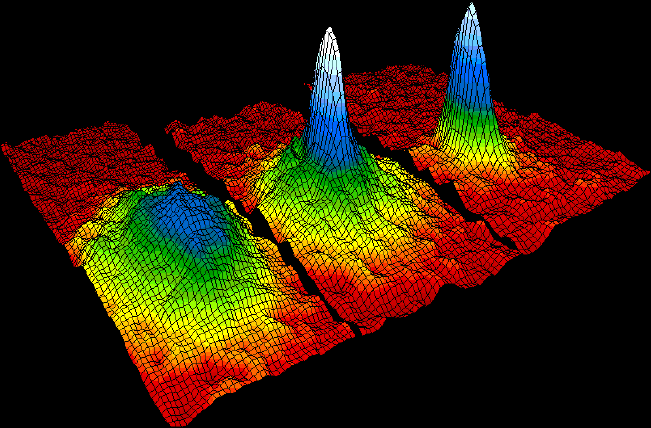
Hastighetsfördelningsdata för en gas av rubidiumatomer, vilket bekräftar upptäckten av en ny fas av materia, Bose-Einstein-kondensatet

Kondenserade materiens fysik är det område inom fysiken som behandlar materiens makroskopiska fysikaliska egenskaper. Den handlar särskilt om de "kondenserade" faser som uppstår när antalet partiklar i ett system är extremt stort och växelverkan mellan dem är stark.
De mest kända exemplen på kondenserade faser är fasta ämnen och vätskor, vilka uppstår genom bindning genom elektromagnetisk kraft mellan atomer. Mer exotiska kondenserade faser inkluderar superfluiden och Bose-Einstein-kondensatet som finns i vissa atomsystem vid mycket låg temperatur, den supraledande fasen som uppvisas av ledningselektroner i vissa material, och de ferromagnetiska och antiferromagnetiska faserna i spinn på atomgitter.
Kondenserade materiens fysik är det största området inom samtida fysik. Historiskt sett har kondenserade materiens fysik vuxit fram ur fasta tillståndets fysik, som nu anses vara ett av dess huvudsakliga delområden. Termen kondenserade materiens fysik myntades tydligen av Philip Anderson när han döpte om sin forskargrupp – tidigare fasta tillståndets teori – år 1967. År 1978 döptes avdelningen för fasta tillståndets fysik inom American Physical Society om till avdelningen för kondenserade materiens fysik. Kondenserade materiens fysik har en stor överlappning med kemi, materialvetenskap, nanoteknik och ingenjörskonst.

#### Astrofysik

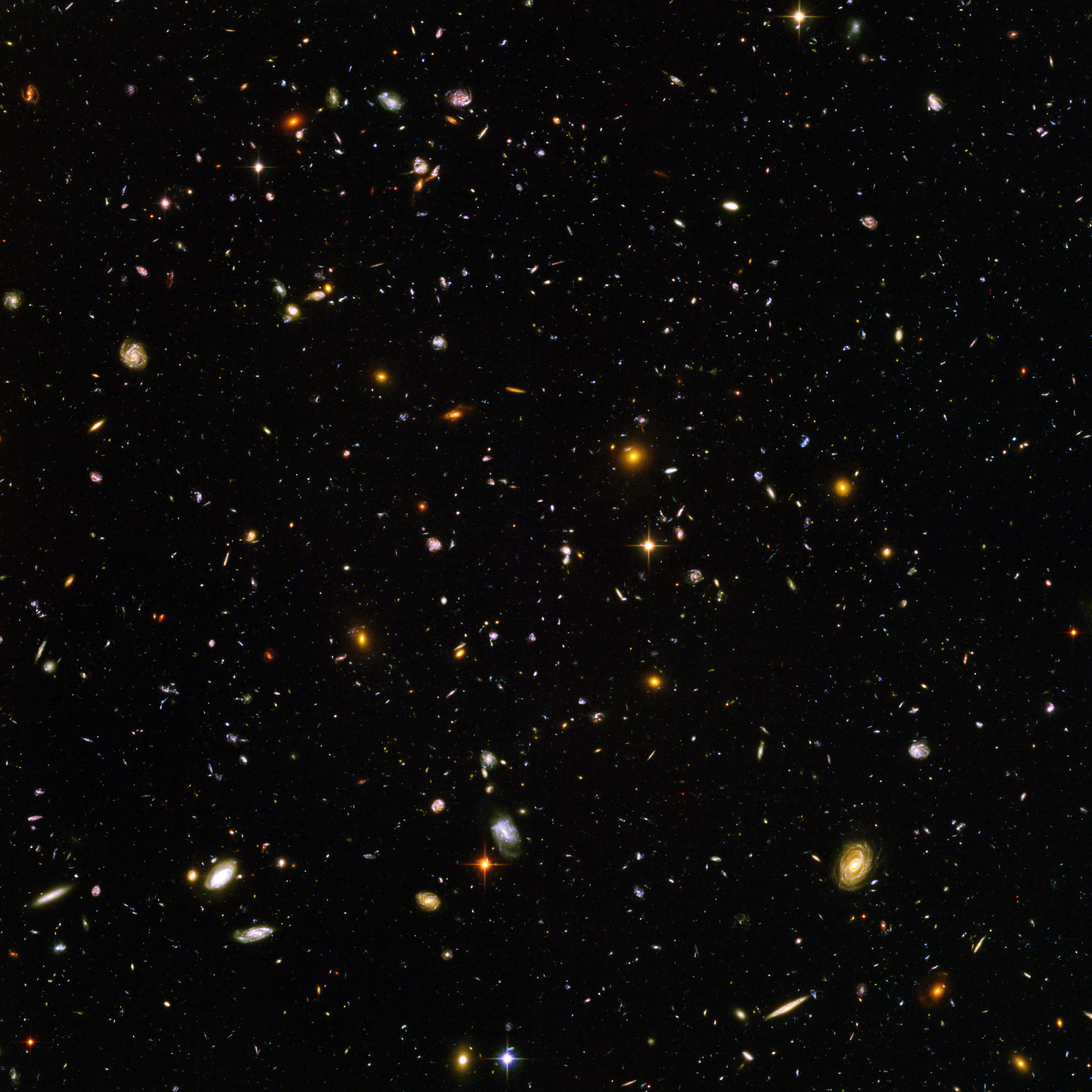
Universums djupaste bild i synligt ljus, Hubbles ultradjupa fält. Den stora majoriteten av objekten som ses ovan är avlägsna galaxer.

Astrofysik och astronomi är tillämpningen av fysikens teorier och metoder för studiet av stjärnstruktur, stjärnutveckling, solsystemets ursprung och relaterade kosmologiska problem. Eftersom astrofysik är ett brett ämne tillämpar astrofysiker vanligtvis många fysikdiscipliner, inklusive mekanik, elektromagnetism, statistisk mekanik, termodynamik, kvantmekanik, relativitetsteori, kärn- och partikelfysik samt atom- och molekylfysik.
Karl Janskys upptäckt år 1931 att radiosignaler sändes ut från himlakroppar initierade vetenskapen om radioastronomi. På senare tid har astronomins gränser utvidgats genom rymdutforskning. Störningar och interferens från jordens atmosfär gör rymdbaserade observationer nödvändiga för infraröd, ultraviolett, gammastrålning och röntgenastronomi.
Fysisk kosmologi är studiet av universums bildande och utveckling i dess största skala. Albert Einsteins relativitetsteori spelar en central roll i alla moderna kosmologiska teorier. I början av 1900-talet föranledde Hubbles upptäckt att universum expanderar, vilket visas av Hubble-diagrammet, rivaliserande förklaringar kända som det steady-state -universumet och Big Bang.
Big Bang bekräftades av Big Bangs framgång med nukleosyntesen och upptäckten av den kosmiska mikrovågsbakgrundsstrålningen 1964. Big Bang-modellen vilar på två teoretiska pelare: Albert Einsteins allmänna relativitetsteori och den kosmologiska principen. Kosmologer har nyligen etablerat ΛCDM-modellen för universums evolution, som inkluderar kosmisk inflation, mörk energi och mörk materia.

## Andra aspekter

### Utbildning
Fysikutbildning eller fysikundervisning syftar till de undervisningsmetoder som för närvarande används för att undervisa i fysik. Yrket kallas fysiklärare eller fysikpedagog. Fysikutbildningsforskning avser ett område inom pedagogisk forskning som syftar till att förbättra dessa metoder. Historiskt sett har fysik undervisats på gymnasie- och universitetsnivå främst genom föreläsningsmetoden tillsammans med laboratorieövningar som syftar till att verifiera de begrepp som lärs ut i föreläsningarna. Dessa begrepp förstås bättre när föreläsningar åtföljs av demonstrationer, hand-på-övningar och frågor som uppmanar studenterna att fundera över vad som kommer att hända i ett experiment och varför. Studenter som deltar i aktivt lärande, till exempel genom hand-på-övningar, lär sig genom självdiscovery. Genom trial and error lär de sig att ändra sina förutfattade meningar om fenomen inom fysik och upptäcka de underliggande begreppen. Fysikutbildning är en del av det bredare området vetenskapsutbildning.

### Karriärer
En fysiker är en forskare som specialiserar sig inom fysik, vilket omfattar interaktionerna mellan materia och energi på alla längd- och tidsskalor i det fysiska universum. Fysiker är generellt intresserade av de grundläggande eller yttersta orsakerna till fenomen och formulerar vanligtvis sin förståelse i matematiska termer. De arbetar inom ett brett spektrum av forskningsfält, som spänner över alla längdskalor: från subatomär och partikelfysik, genom biologisk fysik, till kosmologiska längdskalor som omfattar universum i sin helhet. Fältet inkluderar generellt två typer av fysiker: experimentella fysiker som specialiserar sig på observation av naturliga fenomen och utveckling och analys av experiment, samt teoretiska fysiker som specialiserar sig på matematisk modellering av fysikaliska system för att rationalisera, förklara och förutspå naturliga fenomen. Fysiker kan tillämpa sin kunskap för att lösa praktiska problem eller för att utveckla nya teknologier (även känt som tillämpad fysik eller teknisk fysik).

### Filosofi
Fysiken, liksom resten av vetenskapen, förlitar sig på vetenskapsfilosofin och dess "vetenskapliga metod" för att främja kunskapen om den fysiska världen. Den vetenskapliga metoden använder a priori- och a posteriori -resonemang samt användningen av Bayesiansk inferens för att mäta giltigheten av en given teori. Studiet av de filosofiska frågorna kring fysik, fysikens filosofi, involverar frågor som rummets och tidens natur, determinism och metafysiska synsätt som empirism, naturalism och realism.
Många fysiker har skrivit om de filosofiska implikationerna av sitt arbete, till exempel Laplace, som förespråkade kausal determinism, och Erwin Schrödinger, som skrev om kvantmekanik. Den matematiske fysikern Roger Penrose har kallats platoniker av Stephen Hawking, en uppfattning som Penrose diskuterar i sin bok, The Road to Reality. Hawking kallade sig själv för en "obehindrad reduktionist" och invände mot Penroses åsikter.

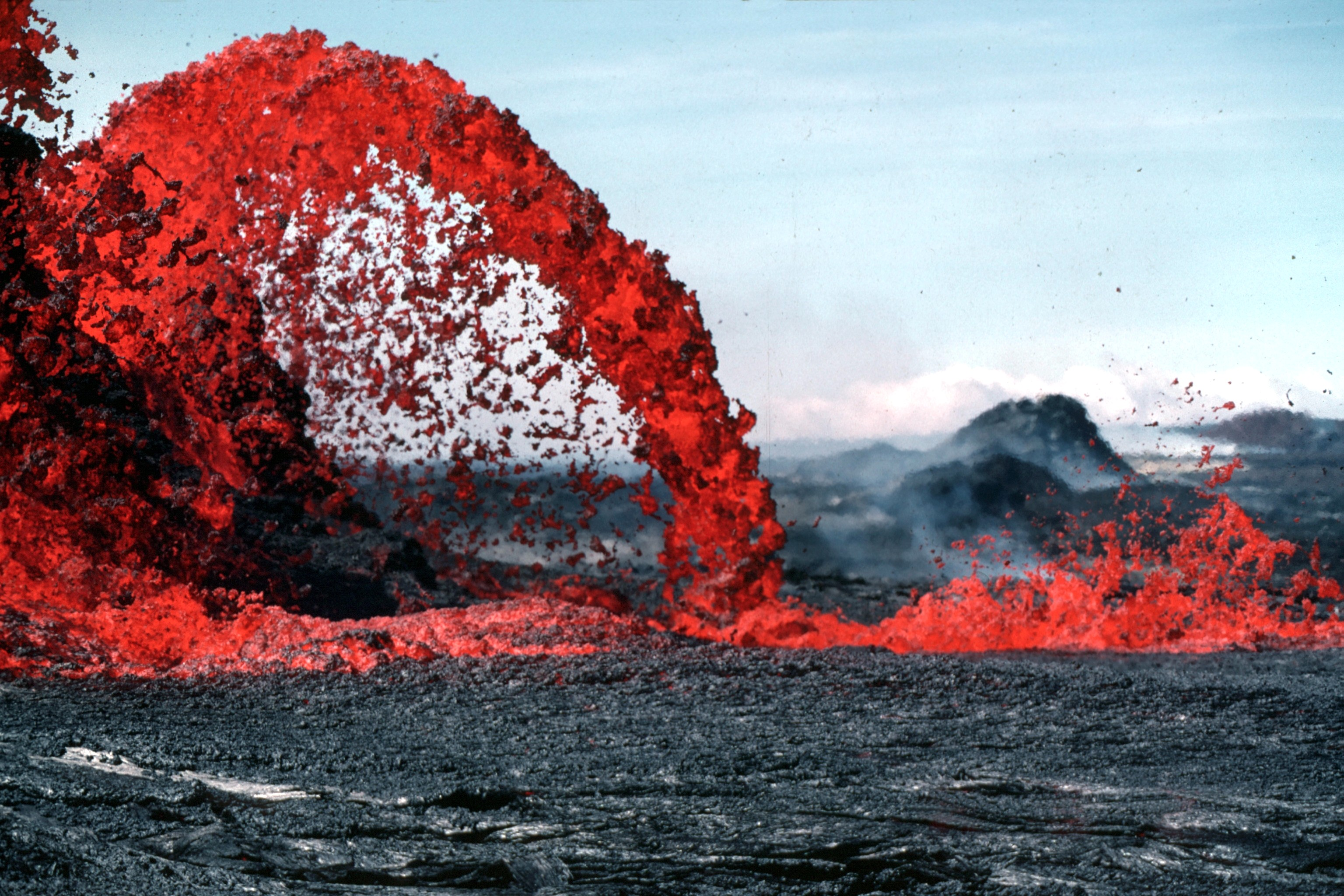
Detta parabelformade lavaflöde illustrerar en tillämpning av matematik inom fysiken – i detta fall Galileos lag om fallande kroppar.

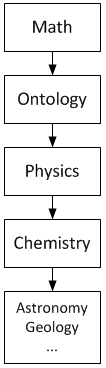
Matematik och ontologi används inom fysiken. Fysik används inom kemi och kosmologi.

Matematik tillhandahåller ett kompakt och exakt språk som används för att beskriva ordningen i naturen. Detta noterades och förespråkades av Pythagoras, Platon, Galileo och Newton. Vissa teoretiker, som Hilary Putnam och Penelope Maddy, anser att logiska sanningar, och därmed matematiskt resonemang, är beroende av den empiriska världen. Detta kombineras vanligtvis med påståendet att logikens lagar uttrycker universella regelbundenheter som finns i världens strukturella särdrag, vilket kan förklara det säregna förhållandet mellan dessa fält.
Fysik använder matematik för att organisera och formulera experimentella resultat. Från dessa resultat erhålls exakta eller uppskattade lösningar, eller kvantitativa resultat, från vilka nya förutsägelser kan göras och experimentellt bekräftas eller motbevisas. Resultaten från fysikexperiment är numeriska data, med deras måttenheter och uppskattningar av felen i mätningarna. Teknologier baserade på matematik, som beräkningar, har gjort beräkningsfysik till ett aktivt forskningsområde.

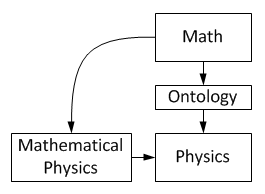
Skillnaden mellan matematik och fysik är tydlig, men inte alltid uppenbar, särskilt inom matematisk fysik.

Ontologi är en förutsättning för fysik, men inte för matematik. Det betyder att fysik i slutändan handlar om beskrivningar av den verkliga världen, medan matematik handlar om abstrakta mönster, även bortom den verkliga världen. Således är fysikpåståenden syntetiska, medan matematiska påståenden är analytiska. Matematik innehåller hypoteser, medan fysik innehåller teorier. Matematiska påståenden måste endast vara logiskt sanna, medan förutsägelser av fysikpåståenden måste matcha observerade och experimentella data.
Skillnaden är tydlig, men inte alltid uppenbar. Till exempel är matematisk fysik tillämpningen av matematik inom fysiken. Dess metoder är matematiska, men ämnet är fysikaliskt. Problemen inom detta område börjar med en " matematisk modell av en fysisk situation " (system) och en "matematisk beskrivning av en fysisk lag" som kommer att tillämpas på det systemet. Varje matematiskt påstående som används för att lösa problem har en svårfunnen fysisk betydelse. Den slutliga matematiska lösningen har en lättare betydelse att hitta, eftersom det är vad lösningsverktyget letar efter.

### Grundläggande kontra tillämpad fysik
Fysik är en gren av fundamentalvetenskapen (även kallad grundvetenskap). Fysik kallas också " grundvetenskapen" eftersom alla grenar av naturvetenskapen, inklusive kemi, astronomi, geologi och biologi, är begränsade av fysikens lagar. På liknande sätt kallas kemi ofta den centrala vetenskapen på grund av dess roll i att koppla samman de fysiska vetenskaperna. Till exempel studerar kemi egenskaper, strukturer och reaktioner hos materia (kemins fokus på molekylär och atomär skala skiljer den från fysik). Strukturer bildas genom att partiklar utövar elektriska krafter på varandra, egenskaper inkluderar fysikaliska egenskaper hos givna ämnen, och reaktioner är bundna av fysikens lagar, som bevarande av energi, massa och laddning. Grundläggande fysik syftar till att bättre förklara och förstå fenomen inom alla sfärer, utan en specifik praktisk tillämpning som mål, annat än den djupare insikten i själva fenomenen.

Archimedes skruv, en enkel maskin för lyftning.

Tillämpad fysik är en allmän term för fysikforskning och utveckling som är avsedd för ett visst ändamål. En läroplan inom tillämpad fysik innehåller vanligtvis ett fåtal kurser inom en tillämpad disciplin, som geologi eller elektroteknik. Det skiljer sig vanligtvis från ingenjörskonst genom att en tillämpad fysiker kanske inte designar något specifikt, utan snarare använder fysik eller bedriver fysikforskning i syfte att utveckla ny teknik eller lösa ett problem.
Tillvägagångssättet liknar det inom tillämpad matematik. Tillämpade fysiker använder fysik i vetenskaplig forskning. Till exempel kan personer som arbetar med acceleratorfysik försöka bygga bättre partikeldetektorer för forskning inom teoretisk fysik.
Fysik används flitigt inom ingenjörskonsten. Till exempel används statik, ett underområde inom mekanik, vid byggande av broar och andra statiska strukturer. Förståelsen och användningen av akustik resulterar i ljudkontroll och bättre konsertsalar; på liknande sätt skapar användningen av optik bättre optiska apparater. En förståelse för fysik möjliggör mer realistiska flygsimulatorer, videospel och filmer, och är ofta avgörande i kriminaltekniska undersökningar.

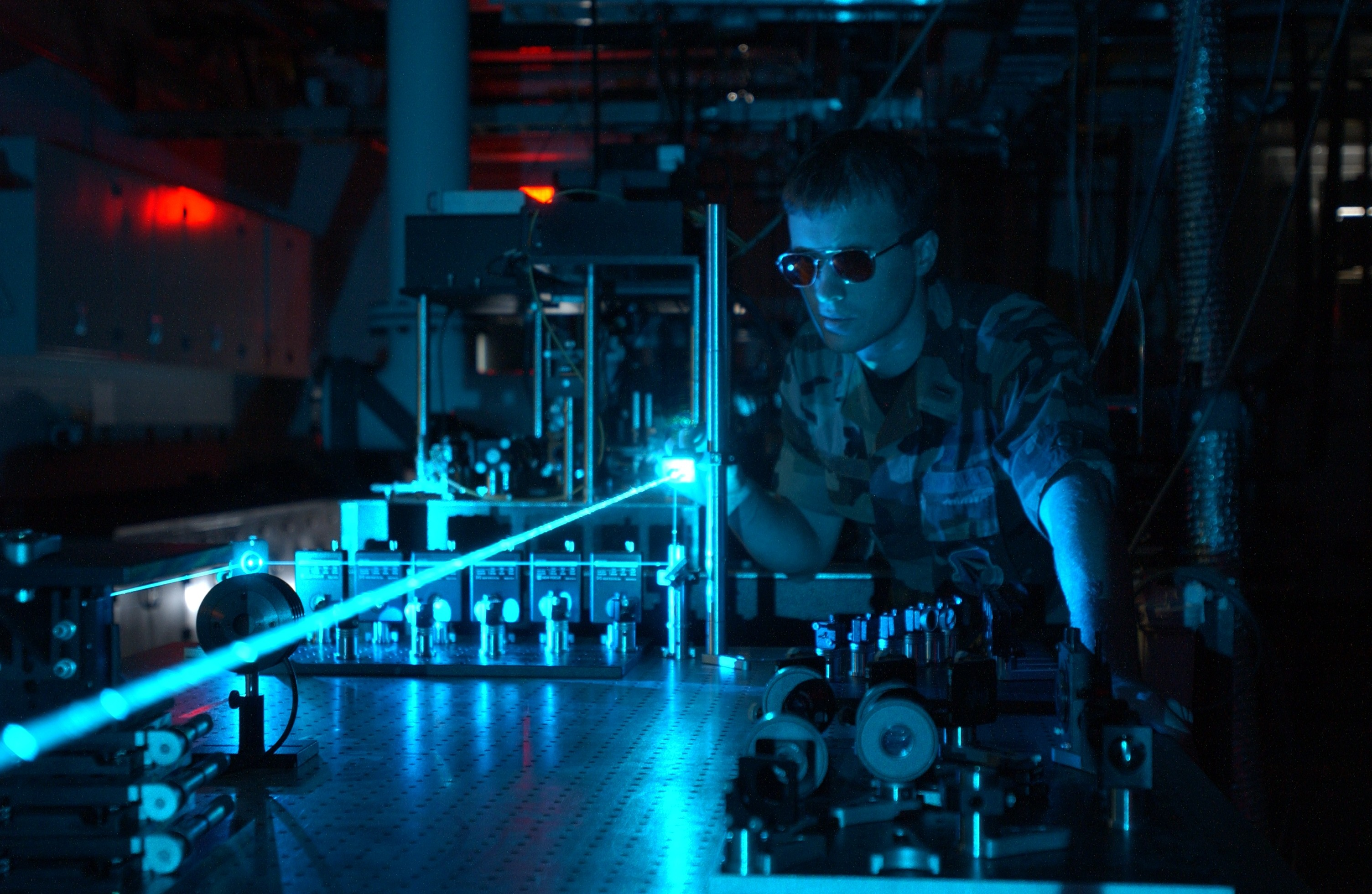
Experiment med en laser.

Med den allmänna uppfattningen att fysikens lagar är universella och inte förändras med tiden, kan fysiken användas för att studera saker som normalt skulle vara omgivna av osäkerhet. Till exempel, i studien av jordens ursprung, kan en fysiker rimligen modellera jordens massa, temperatur och rotationshastighet som en funktion av tiden, vilket möjliggör extrapolering framåt eller bakåt i tiden och därmed förutsäga framtida eller tidigare händelser. Det möjliggör också simuleringar inom ingenjörskonst som påskyndar utvecklingen av en ny teknik.
Det finns också avsevärd tvärvetenskaplighet, så många andra viktiga områden påverkas av fysiken (t.ex. områdena ekonofysik och sociofysik).

### Katalog över fysikrelaterad media
- Vega Science Trust – Vetenskapsvideor, inklusive fysik
- HyperPhysics webbplats – Fysik- och astronomi-tankekarta från Georgia State University
- Fysik vid MIT OpenCourseWare – Onlinekursmaterial från Massachusetts Institute of Technology
- Feynman-föreläsningarna om fysik

Den här artikeln är helt eller delvis baserad på material från engelskspråkiga Wikipedia, Physics, 14 juni 2025.